# Nagomi Nakayama
Nagomi Nakayama (jap. 中山 和 Nakayama Nagomi; geb. am 26. Juli 2004) ist eine japanische Skispringerin.

## Werdegang
Nakayama gab am 19. Februar 2022 in Villach ihr Debüt im FIS Cup und erreichte dort bereits einen Tag später den zweiten Platz. Sie lag dabei vor international wesentlich erfahreneren Springerinnen wie Lara Malsiner und Sofja Tichonowa. Rund zwei Wochen später nahm Nakayama an der Junioren-WM 2022 teil und gewann mit der Damenmannschaft die Silbermedaille. Am 3. September 2022 holte die Japanerin bei ihrem ersten Auftritt im Continental-Cup in Lillehammer auf Anhieb Wettkampfpunkte. Zwei Wochen später gelang Nakayama bei ihrem Grand-Prix-Debüt ein fünfter Platz.

## Statistik

### Weltcup-Platzierungen
| Saison  | Platz | Punkte |
| ------- | ----- | ------ |
| 2022/23 | 048.  | 016    |

### Grand-Prix-Platzierungen
| Saison | Platz | Punkte |
| ------ | ----- | ------ |
| 2022   | 020.  | 060    |

### Continental-Cup-Platzierungen
| Saison  | Sommer | Sommer | Winter | Winter | Gesamt | Gesamt |
| Saison  | Platz  | Punkte | Platz  | Punkte | Platz  | Punkte |
| ------- | ------ | ------ | ------ | ------ | ------ | ------ |
| 2022/23 | 022.   | 042    | –      | –      | 054.   | 042    |

## Weblink
- Nagomi Nakayama in der Datenbank des Internationalen Skiverbands (englisch)